# AB Turitz & Co
AB Turitz & Co was een warenhuisketen opgericht in 1909 in het Zweedse Göteborg.

## Geschiedenis
In 1908 opende Herman Turitz de American Bazar op Tredje Langgatan in Göteborg. Hij was een pionier in de handel in goederen in Zweden. In 1913 breidde hij zijn bedrijf uit door het opkopen van de concurrent Grand Bazar. In 1918 richtten H.G. Turitz en Henning Schlasberg de groothandel AB Turitz & Co op. Dit bedrijf kocht vervolgens de andere bedrijven die eigendom waren van H.G. Turitz. 
Daarna introduceerde men de eenheidsprijzen voor fournituren, huishoudelijke artikelen, speelgoed enz. De eenheidsprijzen werden de nieuwe zakelijke standaard. 
In 1930 werd AB Turitz & Co door de overname van verschillende warenhuizen en de oprichting van Enhetspris AB Epa de holding van een grote detailhandelsgroep. Voordat Schlasberg zijn aandelen in 1932 verkocht, bezat Nordiska Kompaniet 50 procent van AB Turitz & Co. H.G. Turitz, die sinds 1909 CEO was, moest in 1940/41 noodgedwongen aftreden wegens meningsverschillen met mede-eigenaar Nordiska Kompaniet. Daarna werd AB Turitz gecontroleerd door de families Sachs en Wallenberg.
In 1949 werd voor de warenhuisketen op Gamlestadsvägen 3 een hoofdkantoor en centraal magazijn gebouwd. In 1969 werd AB Turitz & Co overgenomen door Nordiska Kompaniet en omgevormd tot een dochteronderneming van de groep. In 1978 verlieten AB Turitz & Co, Nordiska Kompaniet en Åhlén & Holm het gebouw. 